# Clima desertico

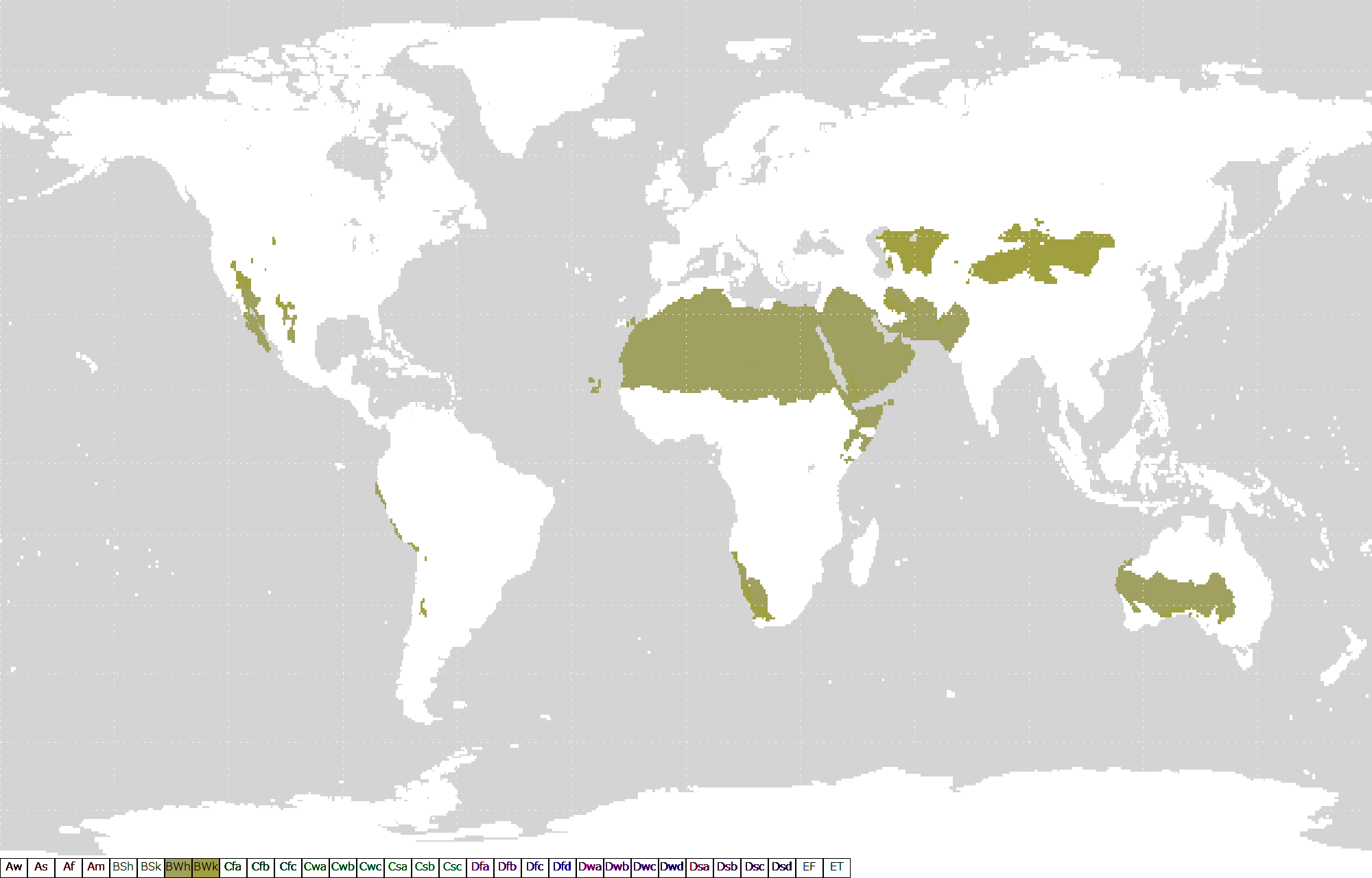
Zone della Terra caratterizzate dal clima desertico (sigla BW)

Il clima desertico, tipico dei deserti caldi e freddi, è un clima arido costituito da forti escursioni termiche giornaliere (giornate caldissime e notti relativamente fredde) e da precipitazioni scarsissime che possono essere assenti per anni. Nella classificazione dei climi di Köppen, deserti caldi e freddi sono identificati dalla sigla BW.

## Clima desertico caldo

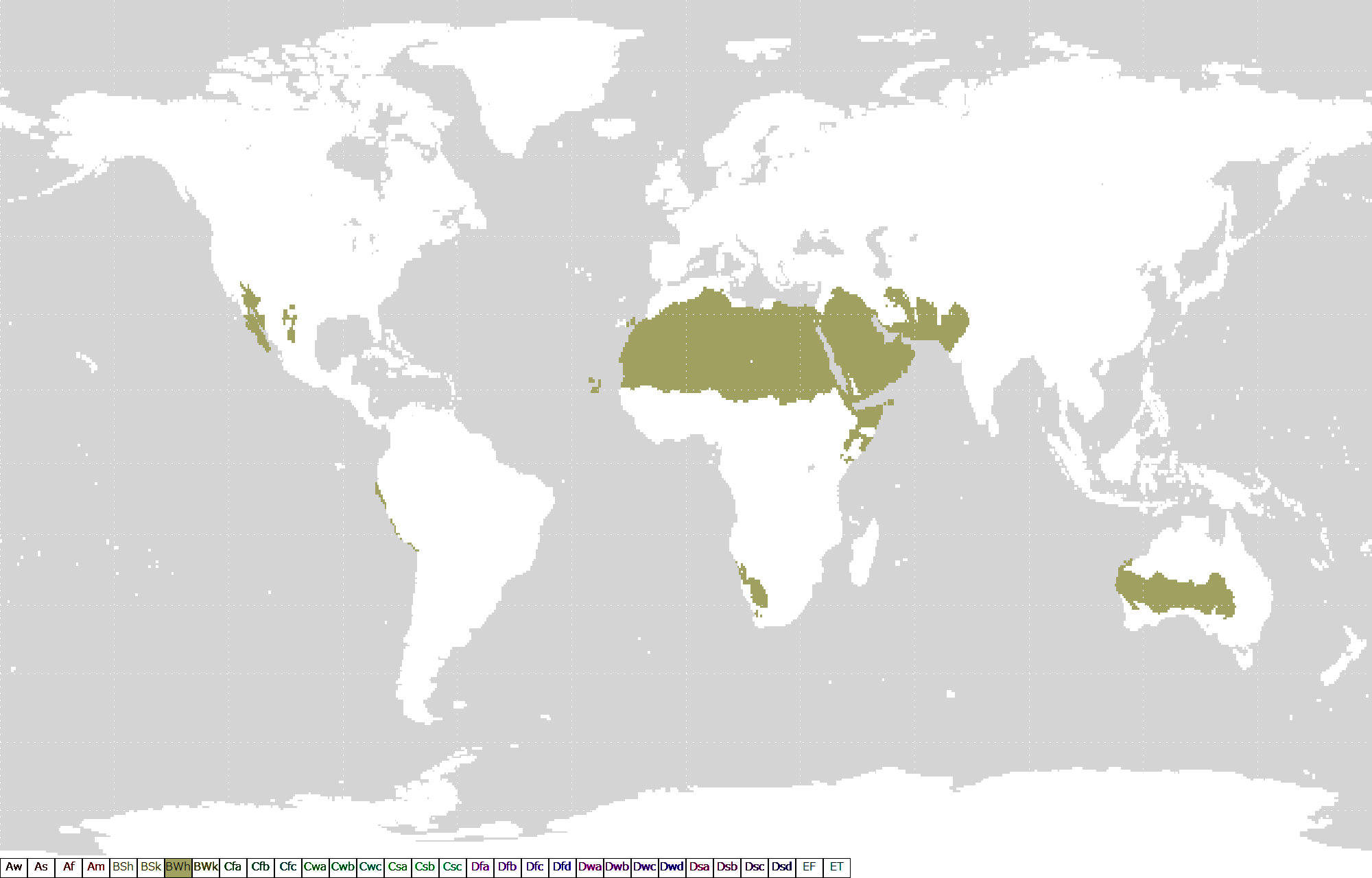
Zone della Terra caratterizzate dal clima desertico caldo (sigla BWh)

Il clima desertico caldo  (sigla BWh) è caratterizzato da fortissime escursioni termiche giornaliere, di giorno la temperatura può toccare o superare i 50 °C, mentre all'alba può essere a 20 °C o raramente poco sotto; durante il periodo invernale in tarda notte (12 P.M.--1 A.M.) può essere di 0° e sotto tale valore (-20) Le temperature elevate favoriscono l'evaporazione. Di solito il fattore che porta alla formazione di un clima simile è la presenza dell'anticiclone subtropicale. Esempio tipico di clima desertico caldo è quello del Sahara centrale.

## Clima desertico freddo

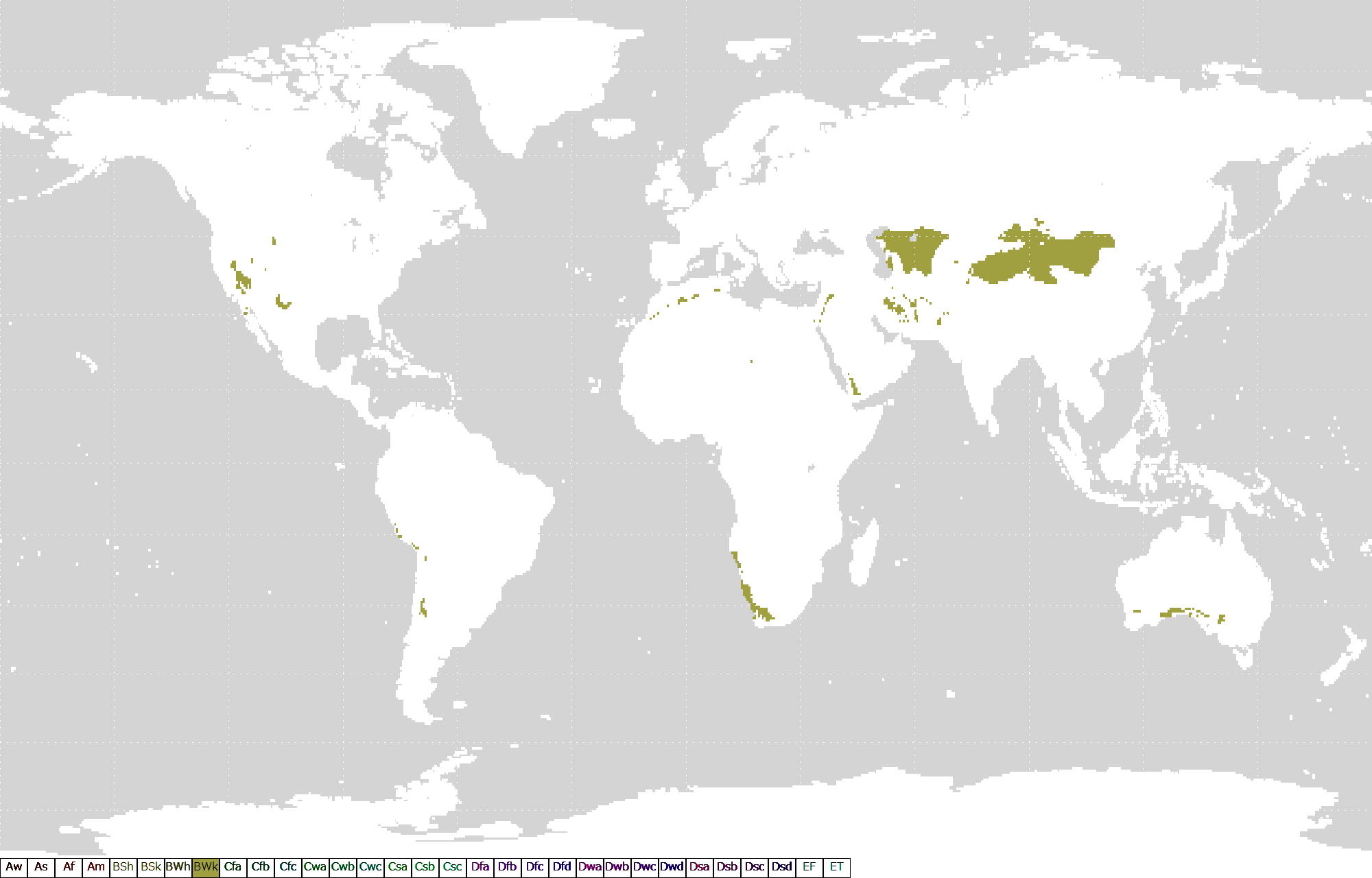
Zone della Terra caratterizzate dal clima desertico freddo (sigla BWk)

Il clima desertico freddo (sigla BWk) è caratterizzato da fortissime escursioni termiche annue, a causa della continentalità della zona in cui si trovano; questo clima si può giustamente considerare un'estremizzazione del clima continentale. Anche in questo caso l'aridità è estrema ed è dovuta in particolar modo alla grande distanza dal mare e all'azione delle catene montuose che impediscono alle correnti umide oceaniche di penetrare nel deserto arido.